# Fire Under My Feet
«Fire Under My Feet»  —español: «Fuego bajo mis Pies»— es una canción de la compositora y cantante británica Leona Lewis de su próximo álbum de estudio, 'I Am (2015). La canción fue lanzada el 7 de junio de 2015 en el Reino Unido. Fue coescrita por Lewis con Toby Gad.

## Antecedentes
«Fire Under My Feet» se lanzó a través de la descarga digital en el Reino Unido, el 7 de junio de 2015.

## Composición e interpretación
«Fire Under My Feet» es una canción uptempo con elementos de gospel, escrita por Lewis y Toby Gad. Tiene una duración de tres minutos y 34 segundos. La instrumentación consta de un piano y un "ritmo par aplaudir". En el coro, Lewis emplea vocales en un "etilo de diva" cuando canta la línea "I got fire under my feet, and I feel it in my heartbeat/ You can't put out these flames/ You can't keep me down in my seat."
Tras su lanzamiento, «Fire Under My Feet» generó numerosas comparaciones con la canción «Rolling in the Deep» de la cantante británica, Adele. Un comentarista de MTV notó que el uptempo de la melodía y las letras "woah, woah, woah" tienen algunos aspectos similares a dicha canción.

## Recepción de la crítica
«Fire Under My Feet» ha generado una recepción positiva entre críticos de música contemporánea. Jocelyn Vena de cartelera describió la canción como "anthemic" (hímnica) y continuó felicitando a Lewis por el coraje y rendimiento de sus vocales.

## Video musical
El video musical para la canción, fue lanzado el 11 de mayo de 2015 en su cuenta oficial de VEVO.

## Formatos
- Descarga digital

1. "Fire Under My Feet" – 3:34[1]

- Dance Remixes (Streaming)

1. "Fire Under My Feet'' (Endor Remix) – 3:35[3]

## Funcionamiento en las listas
A finales del mes de mayo de 2015, «Fire Under My Feet» debutó en puesto 34 de lista Twitter Top Tracks de la revista Billboard. La semana siguiente, la canción subió al puesto número 12. Debutó y alcanzó el puesto número 4 en la Hot Dance Club Songs. La semana siguiente, bajó al puesto 26. Por otra parte, el sencillo hizo su debut en el Reino Unido, en el número 51 de la lista UK Singles Chart convirtiéndose en el segundo sencillo de Leona en no ingresar al Top 40, pese a ello, ocupó el puesto número 26 de la UK Download Chart.

### Rankings semanales
| América del Norte |                      |    |             |
| Estados Unidos    | Hot Dance Club Songs | 4  |             |
| Estados Unidos    | Top Twitter Tracks   | 12 | [ 5 ] [ 6 ] |
| Europa            |                      |    |             |
| Alemania          | Top 100 canciones    | 94 |             |
| Austria           | Top 75 canciones     | 74 |             |
| Bélgica (Flandes) | Top 50 canciones     | 63 |             |
| Bulgaria          | Top 100 canciones    | 35 |             |
| Croacia           | Top 40 canciones     | 8  | [ 9 ]       |
| Eslovaquia        | Top 100 canciones    | 46 | [ 10 ]      |
| Hungría           | Top 40 canciones     | 29 |             |
| Hungría           | Rádiós Top 40        | 13 |             |
| Luxemburgo        | Top 100 canciones    | 21 |             |
| Reino Unido       | UK Download Chart    | 26 |             |
| Reino Unido       | Top 75 canciones     | 51 |             |

## Historial de lanzamiento
| País        | Fecha              | Formato          | Etiqueta |
| ----------- | ------------------ | ---------------- | -------- |
| Reino Unido | 7 de junio de 2015 | Descarga digital | Island   |
| Brasil      | 8 de junio de 2015 | Descarga digital | Island   |
| Francia     | 8 de junio de 2015 | Descarga digital | Island   |
| Portugal    | 8 de junio de 2015 | Descarga digital | Island   |